# 한국대학신문
한국대학신문은 대학정론 추구, 대학문화 창출, 대학여론 선도를 목표로 1988년 창간한 대학전문신문이다.
한국대학신문은 창간 이후 대학과 대학인의 건설적 의견을 지면에 적극 반영하고,
대학경쟁력 확보를 위한 구체적인 정책 대안을 제시하며,
다양한 기획과 날카로운 분석을 통해 여론을 리드하는 대학 정론 지임을 자임해 왔다.
특히 한국대학신문은 대학 경쟁력이 국가의 경쟁력이라는 캐치프레이즈를 내걸고 대학의 위상 제고과 질적 경쟁력의 확보를 위해 꾸준한 노력을 기울여 왔다.
서울특별시 금천구 가산동 60-18 한신 IT타워2차 14층에 위치하고 있다.

## 연혁
- 1976년  4월 우남 에이전시(주) 설립
- 1987년  9월 유니쿱신문 창간(한국대학신문 전신)
- 1988년 10월 한국대학신보 창간
- 1995년 11월 한국대학신문 법인화(주식회사 한국대학신문사)
- 1995년 12월 한국대학신문으로 제호 변경
- 1997년 10월 UNN TV방송 개국
- 1999년  3월 UNN 구축 운영(대학뉴스 포털)
- 2001년  9월 대학경영정책연구소 설립. 준비위원회 경성
- 2003년  3월 월간 CAMPUS LIFE 창간
- 2006년  3월 대학생포털 캠퍼스라이프 오픈
- 2008년  3월 대학생 쇼핑물 아카데미프라이스 오픈
- 2009년 10월 전국 대학총장 간담회 주최
- 2010년 4월 주간 캠퍼스라이프 위클리(온라인) 창간
- 2010년 10월 교과부장관초청 총장 간담회 주최
- 2015년 3월  황우여 교육부 장관 초청 간담회
- 2015년 9월  PRESIDENT SUMMIT 창립
- 2016년 3월  PRESIDENT SUMMIT 전문대학
- 2016년 6월  PRESIDENT SUMMIT 국공립대

## 조직

### 회장

#### 대표이사

##### 기획관리 Div
- 비서실
- 전산팀

##### 미디어 Div
- UR국
- 편집국
- PRESIDENT SUMMIT 사무국